# Île N'Da
L’île N'Da est un îlot de Nouvelle-Calédonie appartenant administrativement à Mont-Dore.